# Bacínské jezírko
Bacínské jezírko je krasové jezírko, které se nachází přímo na vrcholové plošině vrchu Bacín východně od samotného vrcholu v obci Vinařice v okrese Beroun ve Středočeském kraji v Česku. Má rozlohu 0,012 ha a je přibližně 15 m dlohé a necelých 10 m široké. Jezírko leží v nadmořské výšce 485 m.

## Okolí
Okolí jezírka je porostlé listnatým lesem. Břehy jsou bahnité a částečně tvořené skálami resp. velkými kameny. Jezírko je zanesené blátem, listím a větvemi.

## Vodní režim
Jezírko nemá povrchový přítok ani odtok. Jedná se o nejvýraznější závrt na vrcholové plošině Bacína, kde jich je mnoho, ale jen v tomto se trvale drží voda. Náleží k povodí Svinařského potoka, který je přítokem Berounky.

## Historie
Vzhledem k archologickým nálezům v okolí se předpokládá, že se jednalo o obětní jezírko.

## Přístup
K jezírku vede polní a lesní cesta:
- zelená turistická značka z Vinařic na západ, v zástavbě obce odbočit na sever a dále polní a lesní cestou
- zelená turistická značka z Vinařic na východ, dále po silnici na sever a v místě kde prochází lesem odbočit na lesní cestu na západ